# كارل دانيال أيكمن
كارل دانيال أيكمن (بالسويدية: Carl Daniel Ekman)‏ هو مخترِع سويدي، ولد في 17 مارس 1845 في Kalmar domkyrkoförsamling ‏ في السويد، وتوفي في 3 نوفمبر 1904 في غريفزند ‏ في المملكة المتحدة.